# Бланко (певец)
Риккардо Фаббрикони (итал. Riccardo Fabbriconi; род. 10 февраля 2003, Брешиа, Ломбардия), профессионально известный как Бланко (часто стилизуется как BLANCO) — итальянский певец и рэпер. Он впервые стал широко известен в 2021 году благодаря песням «La canzone nostra» и «Mi fai impazzire», которые набрали высокую популярность и достигли высших позиций в чартах синглов Италии. В том же году он выпустил свой дебютный альбом Blu celeste, впоследствии трижды получивший платиновый статус.
В 2022 Бланко победил на 72-м фестивале итальянской музыки в Сан-Ремо в дуэте с Мамудом с песней «Brividi», после чего получил право представлять Италию на конкурсе песни «Евровидение-2022» в Турине.

## Ранние годы
Фаббрикони родился на севере Италии в Брешии 10 февраля 2003 года в семье отца родом из Рима и матери из Ломбардии, и вырос в Кальваджезе-делла-Ривьера, маленьком городке на озере Гарда. Риккардо провел бо́льшую часть своего детства между Брешией, своим родным городом, и Дезенцано-дель-Гарда, где посещал школу.

## Карьера

### 2020—2021: «Mi fai impazzire» иBlu celeste
9 июня 2020 Бланко выпустил свой первый мини-альбом Quarantine Paranoid на SoundCloud. После подписания контракта с Universal он дебютировал со студийным альбомом Blu celeste, выпущенным 10 сентября 2021 года, заняв первое место в чарте альбомов FIMI, а также получив тройную платиновую сертификацию. Его самая успешная на сегодняшний день песня, «Mi fai impazzire», которую Бланко исполнил совместно с рэпером Сферой Эббастой, лидировала в итальянском чарте синглов в течение восьми недель и шесть раз получила платиновую сертификацию в Италии.

### 2022—наст. время: «Сан-Ремо» и «Евровидение-2022»
В декабре 2021 года итальянский национальный вещатель RAI объявил, что Бланко примет участие в 72-м фестивале итальянской музыки в Сан-Ремо в дуэте с Мамудом с песней «Brividi». Они выиграли конкурс, набрав более пятидесяти процентов голосов, и впоследствии подтвердили своё участие в «Евровидении-2022» в Турине в качестве представителей Италии. Критики отметили, что впервые в истории «Сан-Ремо» выступление поставило на один уровень гомосексуальную и гетеросексуальную любовь. За 24 часа после выхода «Brividi» набрала более 3,3 миллиона прослушиваний, став самой прослушиваемой песней в течение одного дня на Spotify в Италии. Она дебютировала на первом месте в чарте синглов FIMI и достигла пика на 15 месте в Billboard Global 200. В финале «Евровидения» композиция заняла 6 место.
В июне 2022 года Бланко выпустил свой первый сингл после «Сан-Ремо» и «Евровидения» под названием «Nostalgia», который занял второе место в итальянском чарте синглов и был сертифицирован FIMI как трижды платиновый.
Ещё один сингл, «L’isola delle rose», был выпущен 27 января 2023 года. Бланко исполнил эту песню в качестве гостя во время первого вечера музыкального фестиваля Сан-Ремо 2023 года. Выступление закончилось инцидентом, который получил широкую огласку в медиа. Из-за проблем с внутриушным монитором Бланко не мог слышать себя во время пения. В какой-то момент он прекратил исполнять песню и начал уничтожать живые розы, которыми была украшена сцена, из-за чего был освистан публикой в конце выступления. Певец позже извинился за случившееся в своём Инстаграме.

## Дискография

### Студийные альбомы
| Название    | Детали                                                                                           | Высшие позиции в чартах | Высшие позиции в чартах | Сертификации        |
| Название    | Детали                                                                                           | ITA                     | SWI                     | Сертификации        |
| ----------- | ------------------------------------------------------------------------------------------------ | ----------------------- | ----------------------- | ------------------- |
| Blu celeste | - Выпущен: 10 сентября 2021 - Лейбл: Universal - Форматы: CD, LP, цифровая дистрибуция, стриминг | 1                       | 11                      | - FIMI: 3× Platinum |

### Синглы
| «Belladonna (Adieu)»                                                     | 2020 | —  | — | —  | —  | —  | - FIMI: Gold        | Неальбомный сингл |
| «Notti in bianco»                                                        | 2020 | 2  | — | —  | —  | —  | - FIMI: 6× Platinum | Blu celeste       |
| «Ladro di fiori»                                                         | 2020 | 16 | — | —  | —  | —  | - FIMI: 2× Platinum | Blu celeste       |
| «La canzone nostra» (вместе с Mace и Salmo)                              | 2021 | 1  | — | —  | —  | —  | - FIMI: 5× Platinum | Obe               |
| «Paraocchi»                                                              | 2021 | 3  | — | —  | —  | —  | - FIMI: 3× Platinum | Blu celeste       |
| «Mi fai impazzire» (вместе с Sfera Ebbasta)                              | 2021 | 1  | — | —  | —  | 56 | - FIMI: 7× Platinum | Неальбомный сингл |
| «Blu celeste»                                                            | 2021 | 1  | — | —  | —  | —  | - FIMI: 3× Platinum | Blu celeste       |
| «Finché non mi seppelliscono»                                            | 2021 | 3  | — | —  | —  | —  | - FIMI: 4× Platinum | Blu celeste       |
| «Brividi» (вместе с Мамудом)                                             | 2022 | 1  | 3 | 11 | 95 | 1  | - FIMI: 6× Platinum | TBA               |
| «Nostalgia»                                                              | 2022 | 2  | — | —  | —  | —  | - FIMI: 3× Platinum | TBA               |
| «L’isola delle rose»                                                     | 2023 | 5  | — | —  | —  | 98 |                     | TBA               |
| Un briciolo di allegria                                                  | 2023 | 1  | — | —  | —  | —  |                     | Innamorato        |
| «—» означает, что сингл не попал в чарт страны или не был в ней выпущен. |      |    |   |    |    |    |                     |                   |

### Как приглашённый артист
| Название                                    | Год  | Высшие позиции в чартах | Сертификации | Альбом                      |
| Название                                    | Год  | ITA                     | Сертификации | Альбом                      |
| ------------------------------------------- | ---- | ----------------------- | ------------ | --------------------------- |
| «Tutti muoiono» (Мадам, при участии Бланко) | 2021 | 28                      |              | Madame                      |
| «Dio perdonami» (Blanco & Drast)            | 2021 | 48                      |              | Red Bull 64 Bars: The Album |
| «Nemesi» (Marracash, при участии Бланко)    | 2021 | 4                       | - FIMI: Gold | Noi, loro, gli altri        |

### Другие песни, попавшие в чарты
| Название                        | Год  | Высшие позиции в чартах | Сертификации     | Альбом      |
| Название                        | Год  | ITA                     | Сертификации     | Альбом      |
| ------------------------------- | ---- | ----------------------- | ---------------- | ----------- |
| «Sai cosa c'è»                  | 2021 | 4                       | - FIMI: Platinum | Blu celeste |
| «Lucciole»                      | 2021 | 5                       | - FIMI: Platinum | Blu celeste |
| «Mezz’ora di sole»              | 2021 | 6                       | - FIMI: Gold     | Blu celeste |
| «Figli di puttana»              | 2021 | 8                       | - FIMI: Gold     | Blu celeste |
| «Pornografia (Bianco paradiso)» | 2021 | 10                      | - FIMI: Gold     | Blu celeste |
| «Afrodite»                      | 2021 | 15                      | - FIMI: Gold     | Blu celeste |
| «David»                         | 2021 | 19                      | - FIMI: Gold     | Blu celeste |